# Common Lisp
Common Lisp é uma implementação específica da linguagem de programação Lisp multi-paradigma que suporta programação funcional e procedural. Sua especificação foi criada por Guy L. Steele nos anos 1980 a partir da linguagem Lisp com o intuito de combinar aspectos de diversos dialetos Lisp anteriores, incluindo Scheme. Foi proposto inicialmente o nome de "Standard Lisp" para a linguagem, mas em virtude de um dialecto Lisp já existir com este nome, se buscou um nome similar, resultando no nome "Common Lisp". Em 1994 foi publicada no padrão ANSI Information Technology - Programming Language - Common Lisp, registro X3.226-1994 (R1999).. É bem maior e semanticamente mais complexa que Scheme uma vez que foi projetada para ser uma linguagem comercial e ser compatível com os diversos dialectos Lisp dos quais derivou.

## Exemplos de código

### Olá mundo
```
(
defun
 
olá-mundo

  
(
format
 
t
 
"Olá mundo"
))

```

### Entrada e Saída
```
(
defun
 
pergunta
 
(
string
)

  
(
format
 
t
 
"~%~%~A"
 
string
)

  
(
read
))

(
pergunta
 
"Quantos anos voce tem? "
)

```

### Loops
```
(
defun
 
quadrados
 
(
inicio
 
fim
)

  
(
do
 
((
i
 
inicio
 
(
+
 
i
 
1
)))

      
((
>
 
i
 
fim
)
 
'fim
)

    
(
format
 
t
 
"~A ~A~%"
 
i
 
(
*
 
i
 
i
))))

```